# ماديلوج
ماديلوج من قبل إلجاس حسين (الاسم المستعار تان ملاكا)، نشرت لأول مرة في عام 1943، الطبعة الأولى الرسمية عام 1951، هو أوبوس ماغنوم تان مالاكا، البطل الوطني الإندونيسي وهو العمل الأكثر تأثيرا في تاريخ الفلسفة الإندونيسية الحديثة. ماديلوج هو اختصار الإندونيسية التي تقف على المادية (حرفيا، المادية جدلية المنطق). وهو توليفة من المادية الجدلية الماركسية والمنطق الهيغلي. كتب ماديلوج في باتافيا حيث كان مالاكا يختبئ أثناء الاحتلال الياباني لإندونيسيا، متنكرا في زي خياط.
إذا كان مقال مالاكا «نار دي ريبوبليك إندونيسي» («نحو جمهورية إندونيسيا») الذي نشر في عام 1928، في ظل حكومة جزر الهند الشرقية الهولندية، يقف كصياغة للهوية الوطنية لإندونيسيا، فإن ماديلوج يقف كمناهضة لأفكاره بمعنى بناء الشخصية الإندونيسية في المجتمع الحديث. وعلى الرغم من أن ماديلوج تقوم على الماركسية، إلا أنها لا تنفذ النظرة الماركسية ولا تحاول تأسيس نمط ثقافي قائم على الماركسية.

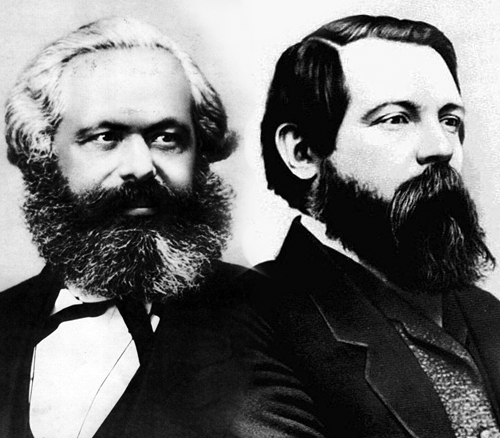
ماركسية

ماديلوج هو وجهة نظر مالاكا القومية البحتة من خلال التأثر بالجنالية الهجيلية، ومادية فيورباخ، ووجهات نظر ماركس للعقل العلمي، والإيجابية المنطقية. الكتاب هو أن يكون بديلا جديدا لطريقة التفكير والحركة الإندونيسية المعتادة، لشعب يعيش في آلاف الجزر، مع مئات اللغات والثقافات، مع معظم الاعتقاد في المنطق باطني (الإندونيسية: لوجيكا ميستيكا). في الفصول الثلاثة الأولى، يؤكد الكتاب أن الطبقات الاجتماعية الإندونيسية تختلف عن طبقات المجتمع الأوروبي، وبالتالي لا يمكن تطبيق الماركسية غير المعدلة بسبب الاختلافات الوجودية.

## التاريخ
كتب ماديلوج تان مالاكا في رواجاتي، بالقرب من مصنع للأحذية في كاليباتا، بانتجوران، باتافيا. بقي مالاكا هناك بين عامي 1942 و1943 كخياط، بينما كان يتفقد حالة المدينة والكامبونغ في باتافيا، حيث غادر قبل أكثر من 20 عاما. أمضى 720 ساعة في كتابة ماديلوج، على مدى 8 أشهر من يوليو 1942 إلى مارس 1943، وقضى ما يقرب من 3 ساعات في اليوم على الكتاب وغابونجان أسليا (أسليا المندمجة)، الذي كتب في نفس الوقت. كان لا بد من تأجيل النشر بسبب نقص المال وتحت إشراف صارم من كيبودان اليابانية خلال الحرب العالمية الثانية، من 1942 إلى 1945، عندما تم الإعلان عن الاستقلال الإندونيسي.
أثناء كتابة ماديلوج، شغل مالاكا منصب رئيس وكالة مساعدة الدفاع (اللغة الإندونيسية القديمة: بادان بيمبانتو بيمبيلان، BPP) ورئيس وكالة مساعدة الجنود العمال (الهجاء القديم الإندونيسي: بادان بيمبانتو برادجوريت بيكردجا، BP3)، لمساعدة عمال السخرة (روموشا). وانتخب في نهاية المطاف ممثلا لبانتام في مؤتمر الجيل الشاب (اللغة الإندونيسية القديمة: كونغريس أنغكتان مودا، الهولندية: كونجريس فان دي جونغ بوليري)، ولكن تم إلغاء أدائه اليمين الدستورية. وفي بانتام، التقى ببعض الناشطين الشباب القوميين الإندونيسيين مثل سوكارني، وشايرول صالح، ووكانيا، الذين سيعرفون بأنهم أعضاء في بيرساتوان بيردجوانغان في سوراكارتا في عام 1948.
قدم ماديلوج فكرة ماديلوج. وقد نشرت لأول مرة في عام 1943، باستخدام الاسم المستعار إلجاس حسين، و568 صفحة في الطول. في فترة ما بعد الاستقلال، نشرت ماديلوج من قبل ويدجايا ناشر، في عام 1951، في جاكرتا. ترجم تيد سبراغ اللغة الهولندية ونشر في عام 1962 في لاهاي.